# Visor (fotografía)

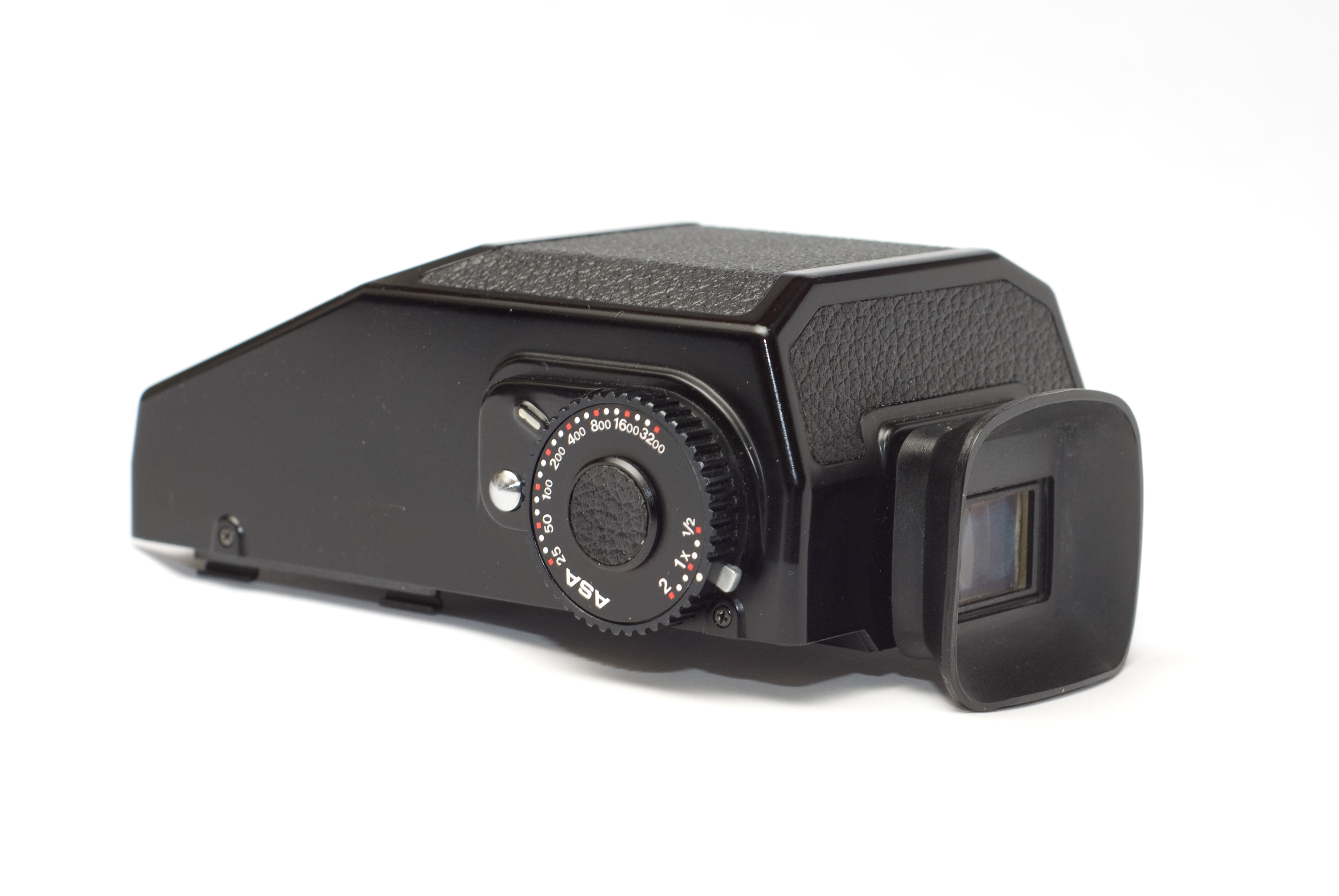
Un visor para cámaras Bronica de formato medio de la serie ETR. El selector es usado para configurar el exposímetro incorporado.

En fotografía, el visor es el sistema óptico que permite encuadrar el campo visual que se pretende que abarque la imagen. Es decir, el visor es la ventanilla, pantalla o marco incorporado a la cámara o sujeto a ella de que se sirve el fotógrafo para previsualizar, exacta o aproximadamente, la relación motivo/entorno que abarca el objetivo.
El visor es una de las partes más importantes de cualquier cámara, puesto que es el modo que tiene el fotógrafo de encuadrar y componer cada fotografía. Muchas cámaras digitales poseen dos visores. Uno es el cristal tradicional que suele estar situado sobre el objetivo en la parte trasera de la cámara y el otro es una pequeña pantalla de cristal líquido que actúa como una pantalla a través de la cual se puede tener una visión en directo de la escena situada frente al objetivo.

## Tipos de visor
En fotografía existen 5 tipologías de visor:
1. Visor de marco: se trata de un orificio o marco, generalmente cuadrado. Permite ver el motivo, pero no hay un espejo que proporcione una visión más aproximada, ni, por supuesto, se ve la imagen real que capta el objetivo, con lo que no está exento de introducir cierto error de paralaje.
2. Visor de pantalla: placa de cristal esmerilado situada en el respaldo de la cámara. El inconveniente es que la imagen aparece invertida. La ventaja, que no ofrece error de paralaje.
3. Visor óptico o directo: aunque introduce una lente o espejos para permitir mejor visualización previa, esta no se hace a través del objetivo, por lo que introduce error de paralaje.
4. Visor réflex: la luz viaja a través del objetivo incidiendo en un primer espejo, este la traslada a un pentaprisma que es el que lleva la imagen al visor (situado en la parte trasera de la cámara y encima del objetivo). Hay dos inconvenientes mínimos: las vibraciones que produce ese primer espejo al desplazarse para dejar pasar la luz (y que impresione la película) y que en el momento de sacar la foto por el visor no se ve el resultado final de la fotografía, al no llegarle la información (la luz no incide en el primer espejo).
  1. Cámara réflex de objetivos gemelos (Twin Lens Reflex - TLR)
  2. Cámara réflex de único objetivo (Single Lens Reflex - SLR)
5. Visor electrónico: como substituto del visor óptico en algunas cámaras digitales. Pantalla de cristal líquido (LCD): la incorporan en el respaldo las modernas cámaras digitales.